# Filmen om Georg Jensen-Sølvet
Filmen om Georg Jensen-Sølvet er en dansk dokumentarfilm fra 1938. Nogle af filmens optagelser ses også i En moderne Sølvsmedie.

## Handling
Georg Jensen oprettede sit allerførste værksted i 1904, det lå i Bredgade over en port. I 1919 flyttede han produktionen til Ragnagade 7 i en nyopført moderne fabriksejendom.
Processen med forarbejdning af sølvet til bestik, kander m.m. ses i alle detaljer: tegneværkstedet, hvor ideerne undfanges, vejning af sølvet, støbning, slagmaskinerne, udstandsning, slibning af bl.a. gaflernes tænder og efterpudsning. Selve sølvsmedekunsten foregår i et værksted, hvor der fremstilles fade, skåle og kandelabre. Der er også en afdeling for ciselørarbejdet, hvor alt værktøjet er specialfremstillet. Guldsmedene laver smykker. Endelig præsenteres de færdige varer og Georg Jensen-butikkerne rundt om i verden: London, Paris, New York og selvfølgelig København.